# Buddelundiella insubrica
Buddelundiella insubrica là một loài chân đều trong họ Buddelundiellidae. Loài này được Verhoeff miêu tả khoa học năm 1938.